# Октябрське сільське поселення (Ардатовський район)
Октя́брське сільське поселення (рос. Октябрьское сельское поселение) — муніципальне утворення у складі Ардатовського району Мордовії, Росія. Адміністративний центр — селище Октябрський.

## Історія
Станом на 2002 рік існували Краснополянська сільська рада (село Красні Поляни), Октябрська сільська рада (селища Красні Полянки, Октябрський) та Староардатовська сільська рада (село Старе Ардатово).
19 червня 2013 року було ліквідовано Староардатовське сільське поселення, його територія увійшла до складу Октябрського сільського поселення.

## Населення
Населення — 1024 особи (2019, 1276 у 2010, 1341 у 2002).

## Склад
До складу поселення входять такі населені пункти:
| Населений пункт        | Населення, осіб (2002) | Населення, осіб (2010) |
| ---------------------- | ---------------------- | ---------------------- |
| Красні Поляни, село    | 94                     | 54                     |
| Красні Полянки, селище | 0                      | 1                      |
| Октябрський, селище    | 878                    | 916                    |
| Старе Ардатово, село   | 369                    | 305                    |